# Râul Saint Louis

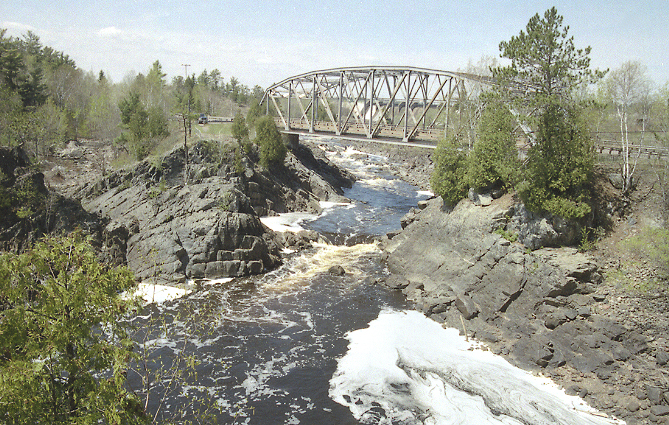
The St. Louis River at Thomson, Minnesota

Râul Saint Louis, conform originalului, Saint Louis River, este un râu din statele americane Minnesota și Wisconsin, care se varsă în Lacul Superior, unul din cele cinci Mari Lacuri ce formează granița dintre Canada și Statele Unite ale Americii.
Izvorând în apropiere de Hoyt Lakes, statul Minnesota, și având o lungime de 288 de km (sau 179 de mile), Saint Louis este cel mai mare râu dintre toate cele care se varsă în Lacul Superior. Bazinul de captare hidrografică al cursului de apă este de 9.412 de km² (sau de 3,634 mi²). În apropiere locului cunoscut sub numele de Twin Ports, localitățile Duluth, Minnesota și Superior, Wisconsin, râul se transformă într-un estuar de apă dulce.

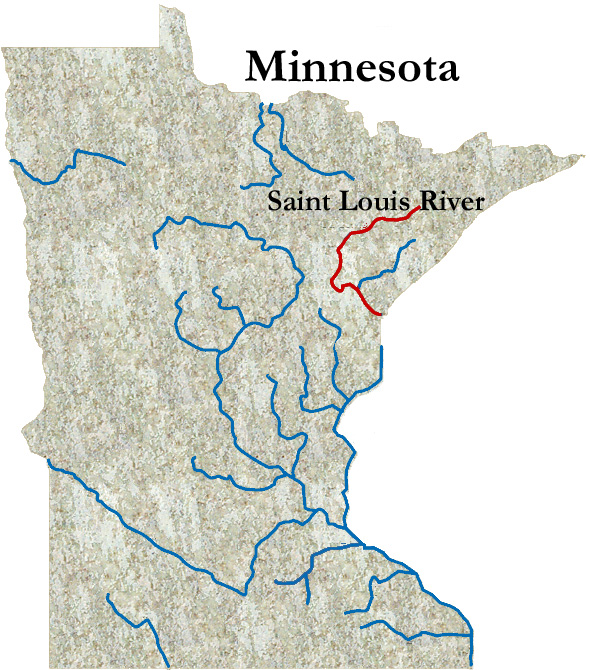
St Louis River

According to Warren Upham, he records the Ojibwe name of the river being Gichigami-ziibi (Great-lake River). He also records:
The river was probably so named by Pierre Gaultier de Varennes, sieur de La Vérendrye (1685–1749), who was a very active explorer, in the years 1731 and onward, of the vast country from Pigeon River and Rainy Lake to the Saskatchewan and Missouri Rivers, establishing trading posts and missions. The king of France in 1749, shortly before the death of La Vérendrye, conferred on him the cross of St. Louis as a recognition of the importance of his discoveries, and thence the name of the St. Louis River appears to have come. On Jean Baptiste Louis Franquelin's map (1688) and Philippe Buache's map (1754), it is called the Riviére du Fond du Lac, and the map by Gilles Robert de Vaugondy (1755) and Jonathan Carver's map (1778) are the earliest to give the present name. 

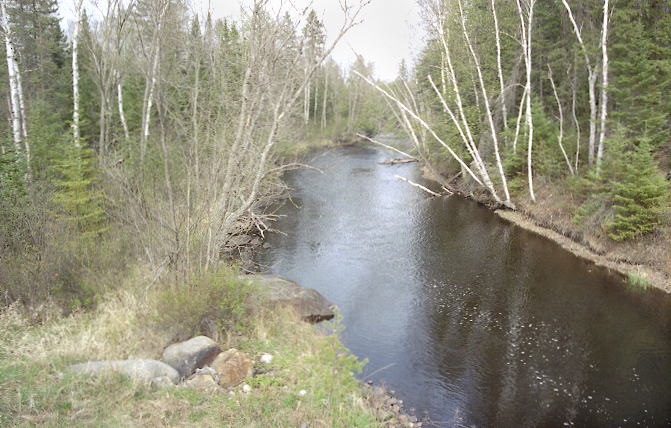
The St. Louis River in its upper course in the Superior National Forest, near Hoyt Lakes, Minnesota

In the mid 20th century, the St. Louis River became one of the most heavily polluted waterways in the state. Holling Clancy Holling, in his 1942 book Paddle to the Sea, illustrated the polluted state of the St. Louis River. By 1975, the river became an Environmental Protection Agency Area of Concern. The Western Lake Superior Sanitary District (WLSSD) was established in 1971 to address serious pollution problems in the lower St. Louis River Basin. WLSSD's regional wastewater treatment plant began operating in 1978. Within 2 years, fish populations rebounded and anglers began returning to the river. Through the 1980s and 1990s, additional cleanups took place, and the river is now significantly less polluted.